# Валявський
Валявський — ботанічний заказник місцевого значення. Об'єкт розташований на території Городищенського району Черкаської області, за 5 км від міста Городище, поруч з Мліївською садстанцією.
Площа — 2 га, статус отриманий у 1982 році.